# Hosiepen
Der Hosiepen ist ein Fließgewässer zwischen Stalleicken und Eiberg an der Straße Am Hosiepen. Er fließt in den Eibergbach.
In der Nachkriegszeit wurden drei Fischteiche angelegt. 2005 beschloss die Stadt Bochum, die Teiche leerlaufen zu lassen. Ab August 2008 wurde das Gelände umgestaltet, zwei Naturteiche projektiert und eine Brücke errichtet. Die Pflanzen und Tiere wurden zwischenzeitlich geborgen. 2009 war die Maßnahme abgeschlossen. Sie kostete 150.000 Euro.